# St. Aegyd am Neuwalde
St. Aegyd am Neuwalde est une commune autrichienne du district de Lilienfeld en Basse-Autriche.

## Attractions
Le Kameltheater Kernhof et son « zoo blanc », où se reproduisent des animaux rares, forment une attraction familiale qui attire les touristes à Kernhof, lieu faisant partie de la commune.